# De película (álbum de Gloria Trevi)
De película es el título del noveno álbum de estudio de la cantante de pop/rock mexicana Gloria Trevi. El material es su segundo trabajo para la compañía Universal Music Group tras el éxito de su anterior producción, Gloria (2011). El disco fue publicado el 24 de septiembre de 2013 en dos ediciones, estándar y deluxe, en formatos CD y descarga digital. Gloria se desempeñó como coautora de todas las canciones del disco y trabajó junto a productores como Armando Ávila, Sebastián Jácome, Maurilio Pineda, Motiff y Samo. Musicalmente, Trevi definió De película como «un ticket multicinema donde van a poder disfrutar de una película de acción convertida en música, en canción». El álbum incluye principalmente géneros musicales como el pop latino con influencias menores en géneros gruperos, pop rock y dance pop.
Como parte de la promoción se difundieron dos sencillos de De película: «No soy un pájaro» que formó parte de la banda sonora de la telenovela mexicana Libre para amarte, misma en la que Trevi debutó como actriz en televisión y «No querías lastimarme», escrito junto a Marcela de la Garza y su hijo Ángel Gabriel. En febrero de 2014, Trevi inició una extensa gira de conciertos por Estados Unidos en apoyo al álbum.

## Antecedentes
A finales de 2012 se dio a conocer que Gloria Trevi formaría parte del elenco de una telenovela. Se anunció que se encontraba en negociaciones con el productor Emilio Larrosa y que la telenovela se llamaría "Libre para amarte", contando con temas de la misma. En noviembre de 2012 se confirmó que la novela comenzaría a grabarse en febrero de 2013. El 23 de enero de 2013, se confirmó, finalmente, que Gloria sería la protagonista del melodrama. El productor expresó «Se ha especulado mucho sobre el tema de Gloria, pero creo que ella es una figura indiscutible que se puede comprobar en sus conciertos, donde goza de una gran variedad de público».
Gloria confesó que no dejaría los conciertos después de que arrancaran las grabaciones de su telenovela, aunque esto significara un mayor desgaste físico.
«Aquí estoy, bueno, ahora sí que muy contenta, con muchísimo trabajo porque también estoy haciendo la novela, ya estamos con grabaciones, que muy pronto va a salir al aire, la vamos a estrenar, estoy en los conciertos, voy a estar en el Auditorio Nacional, todavía, voy a estar en Guadalajara, en Puebla, voy a estar en Estados Unidos, mañana me voy a Nueva York y regreso corriendo», dijo.
En junio de 2013, la cantante anunció la terminación del álbum y su lanzamiento para septiembre de 2013, agregando además que ya tenía seleccionado el primer corte y adelantó que incluyó una de las baladas más sentidas que ha grabado.

## Lanzamiento
El 25 de mayo de 2013 se estrenó el primer sencillo del álbum titulado «No soy un pájaro». El 3 de septiembre de 2013 se anunció la filtración del álbum, algunos de los temas fueron subidos al sitio web SoundCloud. El día martes 17 de septiembre dio a conocer su segundo sencillo el cual se titula «No querías lastimarme». Posteriormente, el 24 de septiembre de 2013, se lanza oficialmente el CD a la venta. Durante una entrevista con People en Español, Gloria describe al álbum como «un ticket multicinema donde van a poder disfrutar de una película de acción convertida en música, en canción. Van a poder disfrutar de una película de terror, de amor, pasión, tragedia, y de una comedia también».
Durante el lanzamiento del álbum, ante la prensa, se anunciaron dos presentaciones que se llevarán a cabo en el Teatro Metropólitan, el 18 y 19 de octubre de 2013, dando inicio a la gira promocional del disco.

## Composición y producción
En términos de la composición musical, la cantante describió al álbum como autobiográfico ya que refleja el drama que le tocó vivir en su vida. Sobre el proceso de composición explicó: 

«Todos mis discos tienen una función muy importante en mi vida, en mi desarrollo y están basados en las imágenes. Cuando uno escucha canciones como “Dr. Psiquiatra” o “Los borregos”, nos vienen a la mente imágenes y creo que varias de mis canciones han sido así, además de que, efectivamente, mi vida ha sido como de película».
Gloria Trevi sobre el álbum.

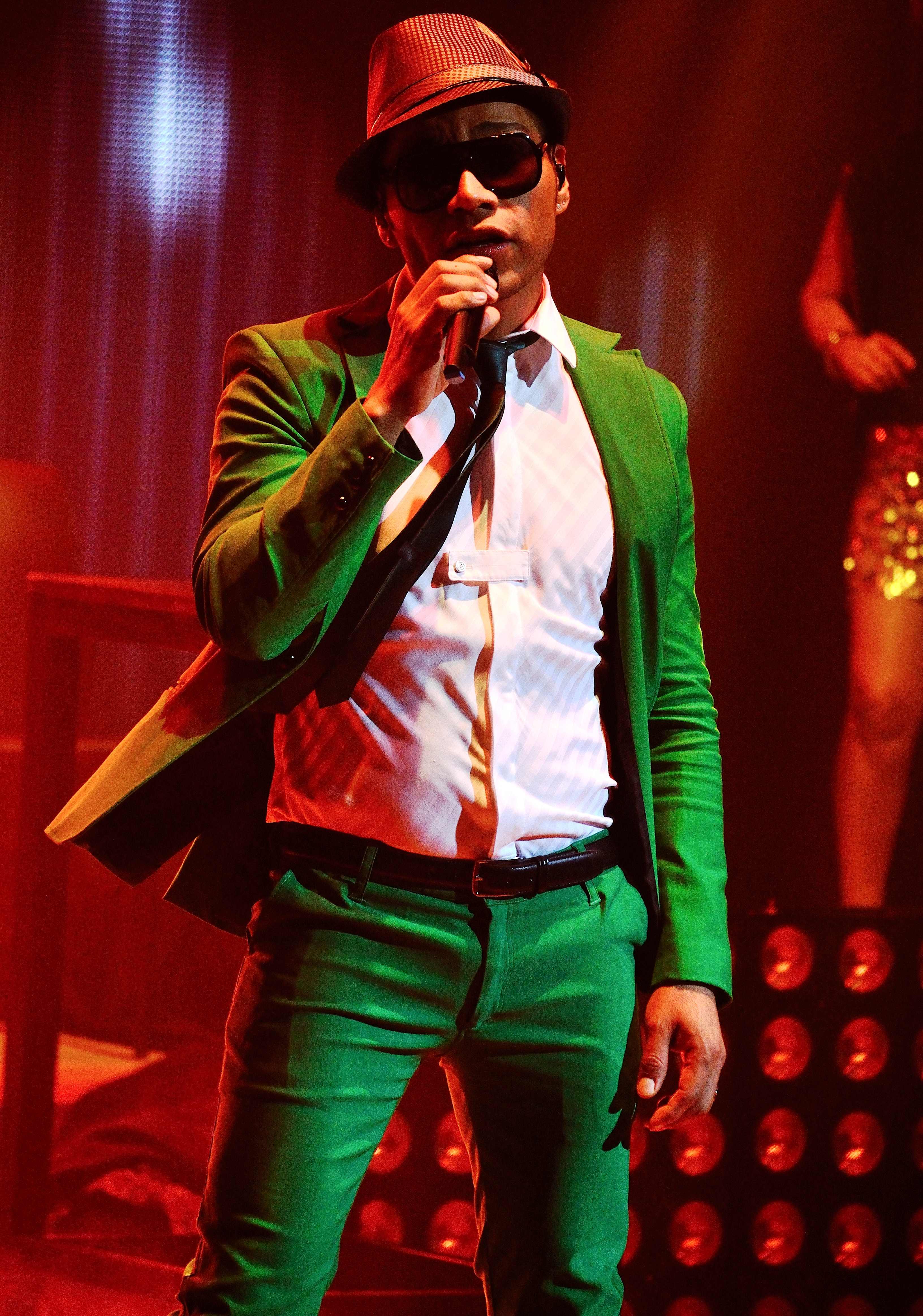
Gloria compuso junto al cantante mexicano Samo el tema «Habla Blah Blah».

El álbum se inicia con «De película», tema escrito por Trevi y Sebastián Jácome. El segundo tema del álbum, «Mujer maravilla», fue compuesto por Gloria junto con Erika Ender y Amerika Jiménez. La cantante admitió que se siente plenamente identificada con el tema. El tercer tema, «No querías lastimarme», es el segundo sencillo del álbum y fue compuesta por Trevi, Ángel Gabriel y Marcela de la Garzar. La cantante la consideró una de las mejores baladas que ha compuesto en su trayectoria. A su vez argumentó «Amo esta canción. Le doy gracias a Dios por la inspiración que llegó una tarde que me junté con Marcela de la Garza, quedamos tan contentas después de llorar con esta rola que agarramos tremenda peda y ya no aprovechamos para escribir más». El cuarto tema del álbum, «Habla Blah Blah», fue compuesta por Gloria junto a Paulino y al cantante mexicano Samo. Es interpretada a dueto con el cantante Shy Carter.
El quinto tema de De película, «Sabes», fue compuesta por Gloria junto a Marcela de la Garza. La cantante explicó que dedica a su esposo Armando Gómez. El sexto tema es «Aurora» compuesto por la cantante. El séptimo tema del álbum, «Libre para amarte», fue compuesto por Trevi junto a Marcela de la Garza y Maffio. La canción es el tema principal de la telenovela mexicana Libre para amarte, protagonizada por la cantante. El octavo tema se titula «Bipolar» y fue compuesta por Gloria, Mónica Vélez y Mario Iván Contreras. La novena pista del álbum se titula «¿Por qué tan triste?» y fue compuesta por Jorge Villamizar. Este tema es el único del álbum que no fue compuesto por la cantante. El décimo tema del álbum De película es «No soy un pájaro», compuesto por Trevi, Angel Gabriel y Sebastian Jacome. Fue el primer sencillo del álbum y fue producida por Motiff, Sebastian J. y Maurilio Pineda. La cantante explicó sobre la composición que «Estaba en el baño viéndome en el espejo y tenía la inquietud de hacer unos temas para la telenovela 'Libre para Amarte', yo quería hacer un mambo porque sentía que la historia se desarrolla en una selva que es la ciudad de acero y le quedaría bien a la trama. Cuando estoy haciendo eso, en el ínter siento algo de forma espontánea, me sale un merengue 'no soy un pájaro, no soy un avión, pero tengo de acero la carrocería...'». La undécima pista se llama «No me ames», compuesta por Gloria junto a Pepe Garza. El tema se encuentra en su versión banda. La decimosegunda pista del disco es la versión banda del sencillo «No soy un pájaro».

## Promoción

### Sencillos
«No soy un pájaro» fue el primer sencillo del álbum, lanzado a las radios el 25 de mayo de 2013. Ese mismo día se sube a su cuenta oficial en Youtube el lyric video del tema. El tema fue utilizado como tema de cierre en la telenovela mexicana Libre para amarte. El 24 de julio de 2013 se lanza a la venta a través de descarga digital.
El segundo sencillo del álbum, «No querías lastimarme», fue lanzado a la venta el 17 de septiembre de 2013. Fue compuesta por Gloria Trevi, Ángel Gabriel y Marcela De La Garza y producida por Armando Ávila.
El 4 de octubre de 2013 la cantante subió un video con la letra del posible tercer sencillo del álbum, «Bipolar». Finalmente el 15 de febrero de 2014 se anunció que el tercer sencillo del álbum sería «Habla blah blah» junto al rapero Shy Carter. En abril de 2014 se anunció la grabación del video musical en los estudios Churubusco de la Ciudad de México.
Sencillos promocionales
El 17 de junio de 2013 se lanzó el tema «Libre para amarte», tema principal de la telenovela Libre para amarte. 

### Presentaciones en vivo
La promoción del disco comenzó el 31 de mayo de 2013 cuando Gloria interpretó por primera vez «No soy un pájaros». El 9 de julio de 2013 se presentó en la final del reality show El Factor X donde interpretó «No soy un pájaro». El 15 de agosto de 2013 se presentó en los Premios Texas interpretando «No soy un pájaro», recibió además el premio a la canción del verano con el tema. El 14 de septiembre de 2013 interpretó por primera vez su segundo sencillo «No querías lastimarme» en Boca del Río, Veracruz. En marzo de 2014 se anunció que se presentaría en Billboard de la música latina interpretando su nuevo sencillo «Habla blah blah».

### Tour
El 1 de febrero de 2013 comienza su quinta gira musical titulada Agarrate Tour. En el repertorio incluye los temas más conocidos de sus anteriores álbumes y los sencillos del actual disco, «No soy un pájaro» y «No querías lastimarme».
Se espera que la gira De película Tour de comienzo en 2014. El tour tendrá comienzo el 7 de febrero de 2014 en la ciudad de McAllen, Estados Unidos.

## Recepción

### Desempeño comercial
En América del Norte, el álbum cosecha un gran éxito en su debut. En Estados Unidos debutó en el segundo puesto del Billboard Latin Pop Albums y Billboard Top Latin Albums. El disco se posicionó en su primera semana en el puesto 109 del Billboard 200. En México, el álbum debutó en el segundo puesto del Mexican Albums Chart. . En Venezuela se adentró en el conteo AVINPRO de la cámara de productores discográficos en la tercera  posición, mientras que en Colombia ocupó la octava casilla del conteo Asociación Colombiana de Productores de Fonogramas. A tan sólo horas de la salida del álbum, la Asociación Mexicana de Productores de Fonogramas y Videogramas (AMPROFON) le otorgó disco de oro por la venta de 30 000 copias. Finalmente, el álbum recibió disco de platino y oro por la venta de 90 000 copias en el país. y certificación de platino y oro por parte de Universal Music Group en conferencia de la cantante con Billboard por las más de 150.000 ventas en Estados Unidos, España y Centroamérica. De Película a distribuido alrededor de 800.000 copias a nivel mundial en equivalente a ventas físicas y por streaming (SPS).

## Lista de canciones
- Edición estándar

| De película |                                          |                                                     |          |  |
| N.º         | Título                                   | Escritor(es)                                        | Duración |  |
| 1.          | «De película»                            | Gloria Trevi / Sebastian J.                         | 3:24     |  |
| 2.          | «Mujer maravilla»                        | Gloria Trevi / Erika Ender / Amerika Jiménez        | 3:45     |  |
| 3.          | «No querías lastimarme»                  | Gloria Trevi / Ángel Gabriel / Marcela de la Garzar | 3:44     |  |
| 4.          | «Habla blah blah» (featuring Shy Carter) | Paulino / Samo / Gloria Trevi                       | 3:50     |  |
| 5.          | «Sabes»                                  | Gloria Trevi / Marcela de la Garza                  | 3:59     |  |
| 6.          | «Aurora»                                 | Gloria Trevi                                        | 3:54     |  |
| 7.          | «Libre para amarte»                      | Gloria Trevi / Marcela de la Garza / Maffio         | 3:27     |  |
| 8.          | «Bipolar»                                | Gloria Trevi / Mónica Vélez / Mario Iván Contreras  | 3:17     |  |
| 9.          | «¿Por qué tan triste?»                   | Jorge Villamizar                                    | 3:10     |  |
| 10.         | «No soy un pájaro»                       | Gloria Trevi / Angel Gabriel / Sebastian J.         | 3:37     |  |
| 11.         | «No me ames» (Versión banda)             | Gloria Trevi / Pepe Garza                           | 3:01     |  |
| 12.         | «No soy un pájaro» (Versión banda)       | Gloria Trevi / Angel Gabriel / Sebastian J.         | 3:38     |  |
| 43:36       |                                          |                                                     |          |  |

## Posiciones en las listas
| Listas (2013)                     | Mejor posición |
| --------------------------------- | -------------- |
| México Top 20 (AMPROFON)          | 2              |
| Estados Unidos (Latin Pop Albums) | 2              |
| Estados Unidos (Top Latin Albums) | 2              |
| Estados Unidos (Billboard 200)    | 109            |

## Certificaciones
| País   | Organismo certificador | Certificación | Ref.   |
| ------ | ---------------------- | ------------- | ------ |
| México | AMPROFON               | Platino       | [ 56 ] |

## Créditos y personal

### Personal
Créditos por De Película:
| - Gloria Trevi - Directora, productora ejecutiva, artista primaria, compositora - Sebastián Jácome - Bajo (acústico), compositor, ingeniero, guitarras, teclados, productor, programación, varios instrumentos - Maffio Afiliación - Arreglos, productor - Salomón Guerrero Alarcón - Chelo - Keith Armstrong - Asistente de mezcla - Claribel Avendaño - Chelo - Armando Ávila - Arreglos, ingeniería, Mmezcla, productor - Emilio Ávila - Director de producción - Michkin Boyzo - Director de cuerdas - Manuel Calderón - Ingeniería - Edgardo Carone - Violín - Shy Carter - Compositor, colaboración - Francesco Chiari - Bajo - Mario Ivan Contreras - Compositor - Karina Cortés - Violín - Nancy Cortés - Violín - Marcela De La Garza - Compositor - Marela De La Garza - Compositor - Oscar DeSoto - Ingeniería, Percusión - Erika Ender - Compositor - Dann Fibo - Asistente de ingeniería - Ana Gabriel - Compositor - Angel Gabriel - Compositor - Clark Germain - Ingeniería de cuerdas - Marco Godoy - Piano - Enrique González - Batería - Jako González Metales - Pepe Graza - Compositor - Ettore Grenci - Arreglos, teclados, piano, productor - Astrid Hernández - Viola - Diego Jacome - Ingeniería - Amerika Jiménez - Compositor - Suzie Katayama - Arreglos de cuerdas - Rafael López - Violín - Chris Lord-Alge - Mezcla - Maffio - Compositor - Damian Maldonado - Batería - Stephen Marcussen - Masterización | - Jim McGorman - Guitarra eléctrica - Juan Carlos Moguel - Ingeniería - Motiff - Compositor, ingeniería, teclados - Adriana Munoz - Coordinación de producción - Now & Laterz - Mezcla - Paulino - Compositor - Christian Pérez - Mezcla - Maurilio Pineda - Ingeniería, producción - Erika Ramírez - Viola, Violín - Laura Ramírez - Violín - Jorge Ramos - Viola - Roberto Romero - Chelo - Samo - Compositor - Erick Sánchez - Violín - Uriel Santana - Fotografía - Noah Shein - Mezcla - Enrique Sida - Metales - Suzie Katayama Ensemble - Cuerdas - Israel Tlaxcaltecatl - Metales - Adrian "Rojo" Treviño - Ingeniería - Adrian Trujillo - Ingeniería, Pro-Tools - Yupanqui Valle - Violín - Monica Vélez - Compositor - Jorge Villamizar - Compositor - Orlando Vitto - Mezcla - Melissa Wiechmann - Ingeniería |

## Historial de lanzamiento
- Edición estándar

| País | Fecha                    | Formato              | Discográfica    |
| ---- | ------------------------ | -------------------- | --------------- |
|      | 24 de septiembre de 2013 | CD, Descarga digital | Universal Music |